# Сенненский историко-краеведческий музей
Сенненский историко-краеведческий музей (бел. Сенненскі гісторыка-краязнаўчы музей) — музей в Сенно Витебской области Беларуси.

## Описание
Основан 30 августа 1995 года решением Сенненского районного исполнительного комитета, для посещений открыт с 1 сентября 1995 года. Профиль музея: комплексный.
Музей занимает второй этаж и правое крыло первого этажа двухэтажного кирпичного здания бывшей земской управы, построенного в 1910-1914 гг. в гражданском стиле с элементами классицизма по индивидуальному плану. После революции 1917 года здесь располагались райисполком, горсовет, музыкальная школа, Дом пионеров, библиотека, Дом ремесел.

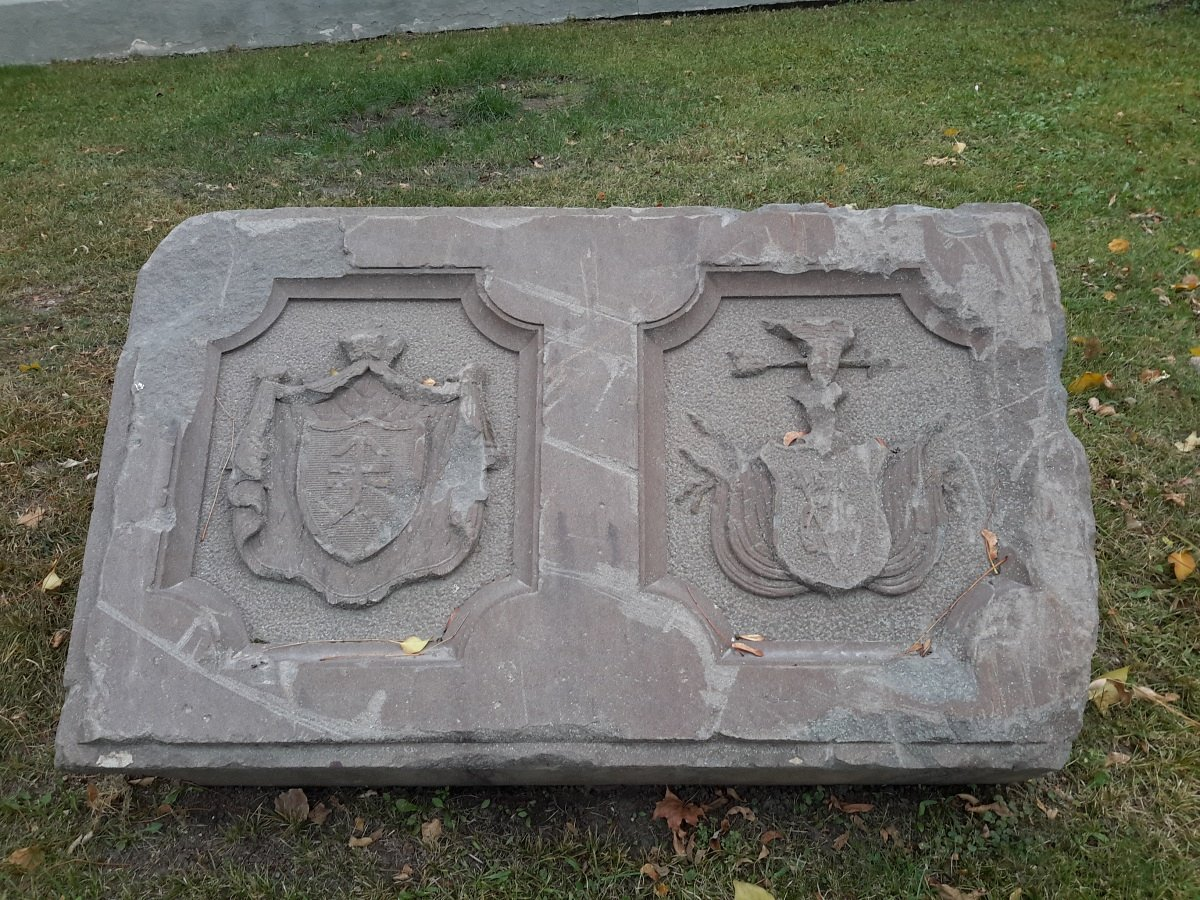
Плита с гербами шляхты около музея. Перевезена из д. Большой Озерецк в Сенно.

В выставочных залах демонстрируются выставки из фондов музея, частных коллекций. Разработаны и проводятся тематические, обзорные экскурсии, музейные занятия. Музей принимает участие в международной акции «Ночь музеев». Традиционным стало проведение в музее свадебного обряда «Свадебный обряд на Сенненский лад».

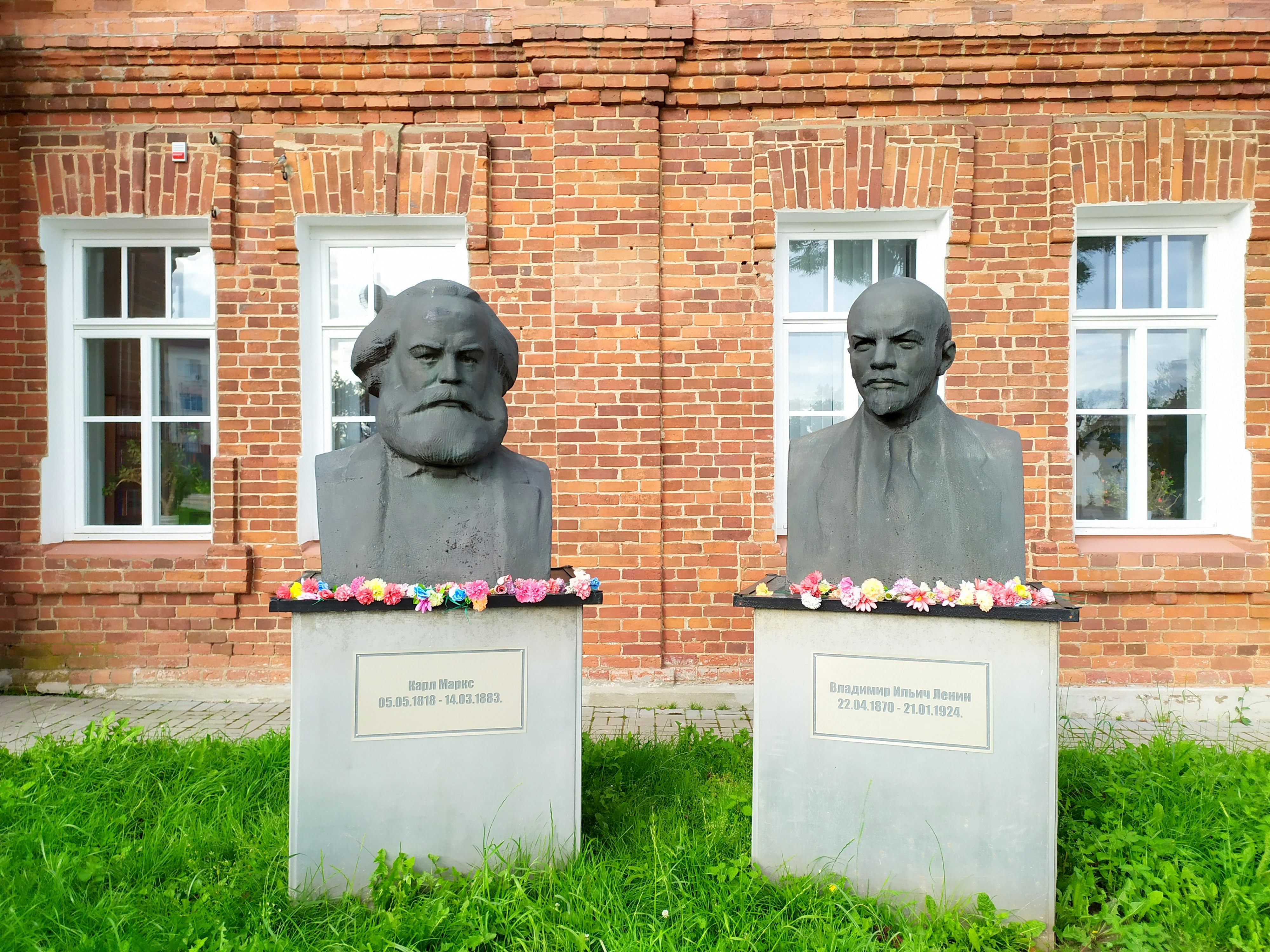
Памятники-бюсты К. Марксу и В. И. Ленину. Около здания музея в Сенно.

Возле музея лежит найденная в 2011 году у деревни Большой Озерецк плита с родовыми гербами Ходкевичей — «Костеша» и Зборовских — «Ястребец».

## Структура
На 2020 год в основной фонд историко-краеведческого музея включено 3974 единицы хранения. Основу фонда составляют вещевые, письменные и графические источники.

## Экспозиции
Экспозиция посвящена археологии, этнографии, истории края. Выставлены предметы из археологических раскопок на территории района, коллекции монет Великого княжества Литовского, Речи Посполитой, Российской империи, коллекции предметов сельского быта рубежа XIX – XX веков, материалы по истории Сенненщины XX века. Демонстрируются произведения художника В. К. Гомонова, скульптора З. И. Азгура. Собраны документы о поэтах – земляках: Т. Л. Заблоцком, Т. Зане, А. Зязюле, А. Жавруке, А. С. Велюгине.
Размещена выставка, посвящённая танковому сражению под Сенно в 1941 году — с подробными картами, описанием боев и большим количеством сделанных вручную моделей танков, принимавших участие в битве.
Первый этаж
- Выставочный зал — «Великая Отечественная война на Сенненщине»

Второй этаж
- Выставочный зал — «Этнография и быт Сенненщины. Традиции и современность»
- Выставочный зал — «История Сенненщины»
- Выставочный зал — «Сувениров»

Выставочный зал коммерческих выставок.